# 2TV
First Channel - Teleschool (precedentemente noto come 2TV) è stato un canale televisivo di Georgian Public Broadcasting, creato nel 1991.